# Faisà cuadaurat de Borneo
El faisà cuadaurat de Borneo (Lophura pyronota) és una espècie d'ocell de la família dels fasiànids (Phasianidae), que habita la selva de les terres baixes de Borneo.

És considerat per alguns autors coespecífic amb el faisà cuadaurat de Malàisia,